# Тасмания 1900
«Тасмания 1900» — бывший немецкий футбольный клуб из Берлина, существовавший в 1900—1972 годах.

## Описание клуба

### Сезон 1965/66
Печально известен своим выступлением в Бундеслиге сезона 1965/66. В том сезоне «Тасмания» вынужденно перешла в Бундеслигу из второго дивизиона (вместо «Герты», исключённой из лиги; по политическим мотивам в лиге и после исключения «Герты» решили оставить команду из Западного Берлина). Результатом был худший сезон, когда-либо проведённый какой-либо командой в Бундеслиге — +2=4-28 (2 победы (антирекорд Бундеслиги), 4 ничьих, 28 поражений (антирекорд Бундеслиги)), счёт голов 15:108 (оба числа — антирекорды Бундеслиги). 
«Тасмания» — единственная команда в истории Бундеслиги, ни разу не выигравшая на выезде. Ещё одним антирекордом Бундеслиги, принадлежащим «Тасмании», является наименьшее число зрителей на матче — 827 (против «Боруссии» (Мёнхенгладбах)). Единственной командой, которая не смогла одолеть «Тасманию» хотя бы в одном из двух матчей, был «Кайзерслаутерн» (0:0 дома и 1:1 на выезде). «Тасмании» принадлежит также самое крупное домашнее поражение в истории Бундеслиги (0:9 от «Майдериха»).

### Банкротство. Новый клуб
В 1972-м году «Тасмания» обанкротилась, год спустя был основан клуб «Тасмания 1973». В сезоне 2011/12 клуб играет в Ландеслиге (7-й Уровень системы футбольных лиг Германии).

## Достижения команды
- Участие в финале чемпионата Германии: 1909, 1910 (полуфинал), 1911, 1959, 1960, 1962
- Сезон в Бундеслиге: 1965/66
- Чемпионат Берлина по футболу: 1909, 1910, 1911 (оба упомянутых в MFB), 1959, 1960, 1962 (оба в Штадтлиге Берлин), 1964 и 1971 (все в Regionalliga Berlin)
- Кубок Берлина по футболу: 1957, 1960, 1961, 1962, 1963, 1970 и 1971
- Участие в Кубке ярмарок: 1962/63
- Участие в Международном футбольном кубке[1]: 1961/62, 1963/64